# Medaliści igrzysk olimpijskich w judo
Lista medalistów letnich igrzysk olimpijskich w judo.

## Mężczyźni

### Waga superlekka w judo
| Rok i miejsce       | Złoto            | Srebro              | Brąz                                     |
| ------------------- | ---------------- | ------------------- | ---------------------------------------- |
| Moskwa 1980         | Thierry Rey      | José Rodríguez      | Arambi Emiż Tibor Kincses                |
| Los Angeles 1984    | Shinji Hosokawa  | Kim Jae-yup         | Neil Eckersley Edward Liddie             |
| Seul 1988           | Kim Jae-yup      | Kevin Asano         | Shinji Hosokawa Amiran Totikaszwili      |
| Barcelona 1992      | Nazim Hüseynov   | Yoon Hyun           | Tadanori Koshino Richard Trautmann       |
| Atlanta 1996        | Tadahiro Nomura  | Girolamo Giovinazzo | Dordżpalmyn Narmandach Richard Trautmann |
| Sydney 2000         | Tadahiro Nomura  | Jung Bu-kyung       | Manolo Poulot Ajdyn Smagułow             |
| Ateny 2004          | Tadahiro Nomura  | Nestor Chergiani    | Choi Min-ho Chaszbaataryn Cagaanbaatar   |
| Pekin 2008          | Choi Min-ho      | Ludwig Paischer     | Ruben Houkes Rishod Sobirov              |
| Londyn 2012         | Arsen Gałstian   | Hiroaki Hiraoka     | Felipe Kitadai Rishod Sobirov            |
| Rio de Janeiro 2016 | Biesłan Mudranow | Yeldos Smetov       | Naohisa Takatō Diyorbek Urozboev         |

### Waga półlekka
| Rok i miejsce       | Złoto                 | Srebro            | Brąz                                    |
| ------------------- | --------------------- | ----------------- | --------------------------------------- |
| Moskwa 1980         | Nikołaj Sołoduchin    | Cendiin Damdin    | Ilijan Nedkow Janusz Pawłowski          |
| Los Angeles 1984    | Yoshiyuki Matsuoka    | Hwang Jung-oh     | Marc Alexandre Josef Reiter             |
| Seul 1988           | Lee Kyung-keun        | Janusz Pawłowski  | Bruno Carabetta Yōsuke Yamamoto         |
| Barcelona 1992      | Rogério Sampaio       | József Csák       | Israel Hernández Udo Quellmalz          |
| Atlanta 1996        | Udo Quellmalz         | Yukimasa Nakamura | Henrique Guimarães Israel Hernández     |
| Sydney 2000         | Hüseyin Özkan         | Larbi Benboudaoud | Girolamo Giovinazzo Giorgi Wazagaszwili |
| Ateny 2004          | Masato Uchishiba      | Jozef Krnáč       | Yordanis Arencibia Georgi Georgiew      |
| Pekin 2008          | Masato Uchishiba      | Benjamin Darbelet | Yordanis Arencibia Pak Chol-min         |
| Londyn 2012         | Lasza Szawdatuaszwili | Miklós Ungvári    | Masashi Ebinuma Cho Jun-ho              |
| Rio de Janeiro 2016 | Fabio Basile          | An Baul           | Masashi Ebinuma Rishod Sobirov          |

### Waga lekka
| Rok i miejsce       | Złoto              | Srebro          | Brąz                                     |
| ------------------- | ------------------ | --------------- | ---------------------------------------- |
| Tokio 1964          | Takehide Nakatani  | Eric Hänni      | Ārons Bogoļubovs Oleg Stiepanow          |
| Monachium 1972      | Takao Kawaguchi    | nie przyznano   | Kim Yong-ik Jean-Jacques Mounier         |
| Montral 1976        | Héctor Rodríguez   | Chang Eun-kyung | Felice Mariani József Tuncsik            |
| Moskwa 1980         | Ezio Gamba         | Neil Adams      | Rawdangiin Dawaadalai Karl-Heinz Lehmann |
| Los Angeles 1984    | Ahn Byeong-keun    | Ezio Gamba      | Kerrith Brown Luis Onmura                |
| Seul 1988           | Marc Alexandre     | Sven Loll       | Michael Swain Giorgi Tenadze             |
| Barcelona 1992      | Toshihiko Koga     | Bertalan Hajtós | Chung Hoon Oren Smadża                   |
| Atlanta 1996        | Kenzō Nakamura     | Kwak Dae-sung   | Christophe Gagliano Jimmy Pedro          |
| Sydney 2000         | Giuseppe Maddaloni | Tiago Camilo    | Anatolij Łariukow Vsevolods Zeļonijs     |
| Ateny 2004          | Lee Won-hee        | Witalij Makarow | Leandro Guilheiro Jimmy Pedro            |
| Pekin 2008          | Elnur Məmmədli     | Wang Ki-chun    | Rasul Bokijew Leandro Guilheiro          |
| Londyn 2012         | Mansur Isajew      | Riki Nakaya     | Sajndżarglyn Njam-Oczir Ugo Legrand      |
| Rio de Janeiro 2016 | Shōhei Ōno         | Rustam Orujov   | Dirk Van Tichelt Lasza Szawdatuaszwili   |

### Waga półśrednia
| Rok i miejsce       | Złoto              | Srebro           | Brąz                                 |
| ------------------- | ------------------ | ---------------- | ------------------------------------ |
| Monachium 1972      | Toyokazu Nomura    | Antoni Zajkowski | Dietmar Hötger Anatolij Nowikow      |
| Montral 1976        | Władimir Niewzorow | Kōji Kuramoto    | Marian Tałaj Patrick Vial            |
| Moskwa 1980         | Szota Chabareli    | Juan Ferrer      | Harald Heinke Bernard Tchoullouyan   |
| Los Angeles 1984    | Frank Wieneke      | Neil Adams       | Mircea Frățică Michel Nowak          |
| Seul 1988           | Waldemar Legień    | Frank Wieneke    | Torsten Bréchôt Baszyr Warajew       |
| Barcelona 1992      | Hidehiko Yoshida   | Jason Morris     | Bertrand Damaisin Kim Byung-joo      |
| Atlanta 1996        | Djamel Bouras      | Toshihiko Koga   | Cho In-chul Soso Liparteliani        |
| Sydney 2000         | Makoto Takimoto    | Cho In-chul      | Aleksei Budõlin Nuno Delgado         |
| Ateny 2004          | Ilias Iliadis      | Roman Hontiuk    | Flávio Canto Dmitri Nosow            |
| Pekin 2008          | Ole Bischof        | Kim Jae-bum      | Roman Hontiuk Tiago Camilo           |
| Londyn 2012         | Kim Jae-bum        | Ole Bischof      | Iwan Nifontow Antoine Valois-Fortier |
| Rio de Janeiro 2016 | Khasan Khalmurzaev | Travis Stevens   | Takanori Nagase Sergiu Toma          |

### Waga średnia
| Rok i miejsce       | Złoto              | Srebro              | Brąz                                     |
| ------------------- | ------------------ | ------------------- | ---------------------------------------- |
| Tokio 1964          | Isao Okano         | Wolfgang Hofmann    | James Bregman Kim Eui-tae                |
| Monachium 1972      | Shinobu Sekine     | Oh Seung-lip        | Jean-Paul Coche Brian Jacks              |
| Montral 1976        | Isamu Sonoda       | Walerij Dwojnikow   | Slavko Obadov Park Young-chul            |
| Moskwa 1980         | Jürg Röthlisberger | Isaac Azcuy         | Aleksandrs Jackēvičs Detlef Ultsch       |
| Los Angeles 1984    | Peter Seisenbacher | Robert Berland      | Walter Carmona Seiki Nose                |
| Seul 1988           | Peter Seisenbacher | Władimir Szestakow  | Akinobu Osako Ben Spijkers               |
| Barcelona 1992      | Waldemar Legień    | Pascal Tayot        | Nicolas Gill Hirotaka Okada              |
| Atlanta 1996        | Jeon Ki-young      | Armen Bagdasarov    | Mark Huizinga Marko Spittka              |
| Sydney 2000         | Mark Huizinga      | Carlos Honorato     | Frédéric Demontfaucon Ruslan Maschurenko |
| Ateny 2004          | Zurab Zwiadauri    | Hiroshi Izumi       | Mark Huizinga Chasanbi Tajow             |
| Pekin 2008          | Irakli Cirekidze   | Amar Benikhlef      | Hiszam Misbah Sergei Aschwanden          |
| Londyn 2012         | Song Dae-nam       | Asley González      | Masashi Nishiyama Ilias Iliadis          |
| Rio de Janeiro 2016 | Mashu Baker        | Warlam Liparteliani | Cheng Xunzhao Gwak Dong-han              |

### Waga półciężka
| Rok i miejsce       | Złoto                   | Srebro                  | Brąz                                  |
| ------------------- | ----------------------- | ----------------------- | ------------------------------------- |
| Monachium 1972      | Szota Czocziszwili      | David Starbrook         | Paul Barth Chiaki Ishii               |
| Montral 1976        | Kazuhiro Ninomiya       | Ramaz Charsziladze      | Jürg Röthlisberger David Starbrook    |
| Moskwa 1980         | Robert Van de Walle     | Temur Chubuluri         | Dietmar Lorenz Henk Numan             |
| Los Angeles 1984    | Ha Hyung-joo            | Douglas Vieira          | Bjarni Friðriksson Günther Neureuther |
| Seul 1988           | Aurélio Miguel          | Marc Meiling            | Dennis Stewart Robert Van de Walle    |
| Barcelona 1992      | Antal Kovács            | Raymond Stevens         | Theo Meijer Dmitrij Siergiejew        |
| Atlanta 1996        | Paweł Nastula           | Kim Min-soo             | Aurélio Miguel Stéphane Traineau      |
| Sydney 2000         | Kōsei Inoue             | Nicolas Gill            | Jurij Stiopkin Stéphane Traineau      |
| Ateny 2004          | Ihar Makarau            | Jang Sung-ho            | Michael Jurack Ari’el Ze’ewi          |
| Pekin 2008          | Najdangijn Tüwszinbajar | Askat Żytkejew          | Henk Grol Mövlud Mirəliyev            |
| Londyn 2012         | Tagir Chajbułajew       | Najdangijn Tüwszinbajar | Henk Grol Dimitri Peters              |
| Rio de Janeiro 2016 | Lukáš Krpálek           | Elmar Gasimov           | Cyrille Maret Ryunosuke Haga          |

### Waga ciężka
| Rok i miejsce       | Złoto                 | Srebro              | Brąz                                  |
| ------------------- | --------------------- | ------------------- | ------------------------------------- |
| Tokio 1964          | Isao Inokuma          | Douglas Rogers      | Anzor Kiknadze Parnaoz Czikwiladze    |
| Monachium 1972      | Wim Ruska             | Klaus Glahn         | Motoki Nishimura Giwi Onaszwili       |
| Montreal 1976       | Siergiej Nowikow      | Günther Neureuther  | Allen Coage Sumio Endō                |
| Moskwa 1980         | Angelo Parisi         | Dimityr Zaprjanow   | Vladimír Kocman Radomir Kovačević     |
| Los Angeles 1984    | Hitoshi Saitō         | Angelo Parisi       | Mark Berger Cho Yong-chul             |
| Seul 1988           | Hitoshi Saitō         | Henry Stöhr         | Cho Yong-chul Grigorij Wiericzew      |
| Barcelona 1992      | Dawit Chachaleiszwili | Naoya Ogawa         | Imre Csősz David Douillet             |
| Atlanta 1996        | David Douillet        | Ernesto Pérez       | Harry Van Barneveld Frank Möller      |
| Sydney 2000         | David Douillet        | Shin’ichi Shinohara | Indrek Pertelson Tamerłan Tmienow     |
| Ateny 2004          | Keiji Suzuki          | Tamerłan Tmienow    | Dennis van der Geest Indrek Pertelson |
| Pekin 2008          | Satoshi Ishii         | Abdullo Tangriyev   | Óscar Brayson Teddy Riner             |
| Londyn 2012         | Teddy Riner           | Aleksandr Michajlin | Andreas Tölzer Rafael Silva           |
| Rio de Janeiro 2016 | Teddy Riner           | Hisayoshi Harasawa  | Rafael Silva Or Sasson                |

### Open
| Rok i miejsce    | Złoto              | Srebro               | Brąz                               |
| ---------------- | ------------------ | -------------------- | ---------------------------------- |
| Tokio 1964       | Anton Geesink      | Akio Kaminaga        | Theodore Boronovskis Klaus Glahn   |
| Monachium 1972   | Wim Ruska          | Witalij Kuzniecow    | Jean-Claude Brondani Angelo Parisi |
| Montreal 1976    | Haruki Uemura      | Keith Remfry         | Cho Je-aki Szota Czocziszwili      |
| Moskwa 1980      | Dietmar Lorenz     | Angelo Parisi        | Arthur Mapp András Ozsvar          |
| Los Angeles 1984 | Yasuhiro Yamashita | Muhammad Ali Raszwan | Mihai Cioc Arthur Schnabel         |

## Kobiety

### Waga superlekka
| Rok i miejsce       | Złoto                   | Srebro                  | Brąz                                |
| ------------------- | ----------------------- | ----------------------- | ----------------------------------- |
| Barcelona 1992      | Cécile Nowak            | Ryōko Tani              | Amarilis Savón Hülya Şenyurt        |
| Atlanta 1996        | Kye Sun-hui             | Ryōko Tani              | Amarilis Savón Yolanda Soler        |
| Sydney 2000         | Ryōko Tani              | Lubow Bruletowa         | Anna-Maria Gradante Ann Simons      |
| Ateny 2004          | Ryōko Tani              | Frédérique Jossinet     | Julia Matijass Gao Feng             |
| Pekin 2008          | Alina Alexandra Dumitru | Yanet Bermoy            | Ryōko Tani Paula Pareto             |
| Londyn 2012         | Sarah Menezes           | Alina Alexandra Dumitru | Charline Van Snick Éva Csernoviczki |
| Rio de Janeiro 2016 | Paula Pareto            | Jeong Bo-kyeong         | Ami Kondo Galbadrakhyn Otgontsetseg |

### Waga półlekka
| Rok i miejsce       | Złoto                | Srebro           | Brąz                              |
| ------------------- | -------------------- | ---------------- | --------------------------------- |
| Barcelona 1992      | Almudena Muñoz       | Noriko Mizogushi | Li Zhongyun Sharon Rendle         |
| Atlanta 1996        | Marie-Claire Restoux | Hyun Sook-hee    | Noriko Narazaki Legna Verdecia    |
| Sydney 2000         | Legna Verdecia       | Noriko Narazaki  | Liu Yuxiang Kye Sun-hui           |
| Ateny 2004          | Xian Dongmei         | Yuki Yokosawa    | Amarilis Savón Ilse Heylen        |
| Pekin 2008          | Xian Dongmei         | An Kum-ae        | Soraya Haddad Misato Nakamura     |
| Londyn 2012         | An Kum-ae            | Yanet Bermoy     | Rosalba Forciniti Priscilla Gneto |
| Rio de Janeiro 2016 | Majlinda Kelmendi    | Odette Giuffrida | Natalja Kuziutina Misato Nakamura |

### Waga lekka
| Rok i miejsce       | Złoto              | Srebro                | Brąz                                   |
| ------------------- | ------------------ | --------------------- | -------------------------------------- |
| Barcelona 1992      | Miriam Blasco      | Nicola Fairbrother    | Driulis González Chiyori Tateno        |
| Atlanta 1996        | Driulis González   | Jung Sun-yong         | Isabel Fernández Marisabelle Lomba     |
| Sydney 2000         | Isabel Fernández   | Driulis González      | Kie Kusakabe Mária Pekli               |
| Ateny 2004          | Yvonne Bönisch     | Kye Sun-hui           | Deborah Gravenstijn Yurisleidy Lupetey |
| Pekin 2008          | Giulia Quintavalle | Deborah Gravenstijn   | Ketleyn Quadros Xu Yan                 |
| Londyn 2012         | Kaori Matsumoto    | Corina Căprioriu      | Marti Malloy Automne Pavia             |
| Rio de Janeiro 2016 | Rafaela Silva      | Dordżsürengijn Sumjaa | Kaori Matsumoto Telma Monteiro         |

### Waga półśrednia
| Rok i miejsce       | Złoto                   | Srebro              | Brąz                             |
| ------------------- | ----------------------- | ------------------- | -------------------------------- |
| Barcelona 1992      | Catherine Fleury-Vachon | Ja’el Arad          | Zhang Di Jelena Pietrowa         |
| Atlanta 1996        | Yuko Emoto              | Gella Vandecaveye   | Jennifer Gal Jung Sung-sook      |
| Sydney 2000         | Séverine Vandenhende    | Li Shufang          | Jung Sung-sook Gella Vandecaveye |
| Ateny 2004          | Ayumi Tanimoto          | Claudia Heill       | Driulis González Urška Žolnir    |
| Pekin 2008          | Ayumi Tanimoto          | Lucie Décosse       | Elisabeth Willeboordse Won Ok-im |
| Londyn 2012         | Urška Žolnir            | Xu Lili             | Gévrise Émane Yoshie Ueno        |
| Rio de Janeiro 2016 | Tina Trstenjak          | Clarisse Agbegnenou | Jarden Dżerbi Anicka van Emden   |

### Waga średnia
| Rok i miejsce       | Złoto            | Srebro               | Brąz                           |
| ------------------- | ---------------- | -------------------- | ------------------------------ |
| Barcelona 1992      | Odalis Revé      | Emanuela Pierantozzi | Kate Howey Heidi Rakels        |
| Atlanta 1996        | Cho Min-sun      | Aneta Szczepańska    | Wang Xianbo Claudia Zwiers     |
| Sydney 2000         | Sibelis Veranes  | Kate Howey           | Cho Min-sun Ylenia Scapin      |
| Ateny 2004          | Masae Ueno       | Edith Bosch          | Annett Böhm Qin Dongya         |
| Pekin 2008          | Masae Ueno       | Anaysi Hernández     | Edith Bosch Ronda Rousey       |
| Londyn 2012         | Lucie Décosse    | Kerstin Thiele       | Yuri Alvear Edith Bosch        |
| Rio de Janeiro 2016 | Haruka Tachimoto | Yuri Alvear          | Sally Conway Laura Vargas Koch |

### Waga półciężka
| Rok i miejsce       | Złoto          | Srebro            | Brąz                                |
| ------------------- | -------------- | ----------------- | ----------------------------------- |
| Barcelona 1992      | Kim Mi-jung    | Yōko Tanabe       | Irene de Kok Laetitia Meignan       |
| Atlanta 1996        | Ulla Werbrouck | Yōko Tanabe       | Diadenis Luna Ylenia Scapin         |
| Sydney 2000         | Tang Lin       | Céline Lebrun     | Emanuela Pierantozzi Simona Richter |
| Ateny 2004          | Noriko Anno    | Liu Xia           | Lucia Morico Yurisel Laborde        |
| Pekin 2008          | Yang Xiuli     | Yalennis Castillo | Jeong Gyeong-mi Stéphanie Possamai  |
| Londyn 2012         | Kayla Harrison | Gemma Gibbons     | Audrey Tcheuméo Mayra Aguiar        |
| Rio de Janeiro 2016 | Kayla Harrison | Audrey Tcheuméo   | Mayra Aguiar Anamari Velenšek       |

### Waga ciężka
| Rok i miejsce       | Złoto          | Srebro           | Brąz                            |
| ------------------- | -------------- | ---------------- | ------------------------------- |
| Barcelona 1992      | Zhuang Xiaoyan | Estela Rodríguez | Natalina Lupino Yōko Sakane     |
| Atlanta 1996        | Sun Fuming     | Estela Rodríguez | Christine Cicot Johanna Hagn    |
| Sydney 2000         | Yuan Hua       | Daima Beltrán    | Kim Seon-young Mayumi Yasashita |
| Ateny 2004          | Maki Tsukada   | Daima Beltrán    | Tea Donguzaszwili Sun Fuming    |
| Pekin 2008          | Tong Wen       | Maki Tsukada     | Idalys Ortíz Lucija Polavder    |
| Londyn 2012         | Idalys Ortíz   | Mika Sugimoto    | Karina Bryant Tong Wen          |
| Rio de Janeiro 2016 | Emilie Andéol  | Idalys Ortíz     | Yu Song Kanae Yamabe            |